# Доддс, Ричард
Ричард Дэвид Аллан Доддс (англ. Richard David Allan Dodds, 23 февраля 1959, Йорк, Йоркшир, Англия, Великобритания) — английский и британский хоккеист (хоккей на траве), полевой игрок. Олимпийский чемпион 1988 года, бронзовый призёр летних Олимпийских игр 1984 года, серебряный призёр чемпионата мира 1986 года, серебряный призёр чемпионата Европы 1987 года.

## Биография
Ричард Доддс родился 23 февраля 1959 года в британском городе Йорк в Англии.
Учился в Кингстонской средней школе и колледже святой Катарины в Кембридже.
Играл в хоккей на траве за «Рединг» и «Саутгейт».
В 1984 году вошёл в состав сборной Великобритании по хоккею на траве на летних Олимпийских играх в Лос-Анджелесе и завоевал бронзовую медаль. Играл в поле, провёл 7 матчей, забил 1 мяч в ворота сборной Австралии.
В 1986 году в составе сборной Англии стал серебряным призёром чемпионата мира в Лондоне. Был капитаном команды. В 1987 году завоевал серебро чемпионата Европы в Москве.
В 1988 году вошёл в состав сборной Великобритании по хоккею на траве на летних Олимпийских играх в Сеуле и завоевал золотую медаль. Играл в поле, провёл 7 матчей, забил 1 мяч в ворота сборной Канады. Был капитаном команды.
В течение карьеры провёл 79 матчей за сборную Англии, 65 матчей за сборную Великобритании.
Стал офицером ордена Британской империи.
Работает хирургом-ортопедом в королевской больнице Беркшир в Рединге.